# Cișmeaua Nouă, Tulcea
Cișmeaua Nouă este un sat în comuna Casimcea din județul Tulcea, Dobrogea, România. Se află în partea de sud a județului,  în Podișul Casimcei. Până în anul 1964 s-a numit Ramazanchioi (transcrierea românească a denumirii turcești Ramazanköy - semnificând satul Ramadanului), primind actuala denumire prin Decretul Consiliului de Stat nr. 799/1964 privind schimbarea denumirii unor localități.